# Борьба униатов и православных
Борьба униатов и православных — острое, подчас кровавое межконфессиональное противостояние в западнорусских землях, вспыхнувшее после заключения Брестской церковной унии 1596 года между грекокатолическим духовенством и властями Речи Посполитой, с одной стороны, и широкими массами православных шляхты, горожан, крестьян, казаков и православным духовенством, с другой стороны. Активная фаза конфликта завершилась в 1633 году признанием православной церкви со стороны польско-литовских властей и возвращением ей части изъятых храмов и имущества. В последующие десятилетия, тем не менее, православные вновь подверглись притеснениям на территории Речи Посполитой (диссидентский вопрос), приведшим к широкому распространению униатства. В результате разделов Речи Посполитой и Полоцкого церковного собора 1839 года униатство на территории Российской империи было упразднено, однако сохранилось в австрийской Галиции.

## Противостояние в Речи Посполитой

### До легализации православной Киевской митрополии (1596—1633)

#### Киев
Брестскую унию 1596 года признало большинство иерархов Киевской митрополии, но простые священники и миряне во главе с двумя иерархами, епископом львовским — Гедеоном (Балабаном) и епископом перемышльским — Михаилом (Копыстенским), и князем Константином Острожским не поддержали идею объединения с католиками. Однако их мнением никто не интересовался, так как и польские власти, и православные епископы считали, что по принятии Унии каким-либо пастырем униатской автоматически становится и его паства, а в собственность к униатам в этом случае должны перейти и земельные владения соответствующего храма или монастыря. Таким образом, борьба, разгоревшаяся между православными и униатами в конце XVI — начале XVII века в Киеве, имела не только идеологический, но и экономико-политический контекст.
В этой борьбе закон находился на стороне униатов, чьи права на собственность подкреплялись привилегиями короля Сигизмунда III. Униатские наместники и деятели пользовались ими в судебных разбирательствах против церковных и мещанских структур, отказывавшихся принять Унию. «Цивилизованные» униатские методы встречали стихийное сопротивление православных народных масс, на стороне которых не было закона и которым приходилось опираться на единственную реальную нелегитимную силу — казаков, которые во многих случаях не давали униатам реализовать свои «права», а слишком резвых поборников закона просто убивали.
Киевская митрополия считалась униатской, поскольку к Унии присоединился сам митрополит Михаил Рогоза. Предусматривалось, что подчинённые Рогозе киевские священники также автоматически признают Унию, однако этого не сделали ни главные монастыри Киева, ни большинство священников, ни миряне во главе с войтом Яцеком Балыкой. Особую стойкость продемонстрировала Киево-Печерская лавра и её игумен Никифор Тур. Преемнику Рогозы Ипатию Потию также не удалось сломить сопротивление печерских монахов. Наконец, король признал поражение и в 1603 году официально освободил Лавру от униатской юрисдикции, утвердив архимандритом Елисея Плетенецкого.
Это был значимый успех православных, не терявших надежду на победу, несмотря на то, что в руках униатов оставался Софийский собор, несколько храмов Верхнего города и Выдубицкий монастырь. Его архимандритом в 1610 году был назначен униатский наместник Антоний Грекович, которому Потий поручил ответственную миссию — привести киевское духовенство к послушанию. Этой цели Грекович не достиг, так как священники его не признали, а казаки совершили первое предупредительное покушение на его жизнь.
Смена униатского руководства (новым митрополитом стал Иосиф Рутский) никак не отразилась на раскладе сил. Очередным вызовом униатам стало обновление в 1613 году православной Подольской Успенской церкви и её превращение в соборную. Король Сигизмунд III был вынужден выдать ей охранную грамоту от посягательств униатов. В то же время униатам удалось посадить на пост киевского фогта своего сторонника Фёдора Ходыку-Кобизевича. Около 1615 года противники унии объединились в Киевское братство, а через год, в 1616 году к нему вместе со «всем войском Запорожским» вступил гетман Пётр Сагайдачный и установил над ним свою опеку. Униаты же демонстрировали свою неспособность организовать продуманные и решительные действия. Когда в 1618 году Грекович попытался силой подтвердить права униатов на владение Михайловским Златоверхим монастырём, казаки его тотчас отбили, утопив наместника в Днепре. Такая же участь постигла позже собирателя митрополичьих податей Оклинского.
В 1620 году иерусалимский патриарх Феофан благодаря казакам и лично гетману Петру Сагайдачному назначил митрополитом Иова Борецкого, обновив тем самым в Киеве православную иерархию, которая с 1596 года считалась несуществующей. Таким образом было восстановлено равновесие сил, однако борьба продолжалась. В 1624 году горожане напали на Софийскую слободу, ограбив двор Рутского. В январе следующего года в Днепре был утоплен фогт Ходыка-Кобизевич, убит униатский священник Иван Юзефович. Подобная жёсткость не нравилась православным иерархам, начавшим склоняться к компромиссу с униатами, однако в этом их не поддерживали «низы», не желавшие слушать никаких уговоров в пользу перемирия. Казаки открыто угрожали Иову Борецкому расправой за мягкий настрой по отношению к униатам.
К этому времени победа православных уже отчётливо вырисовывалась. В значительной степени ей благоприятствовала деятельность Петра Могилы. В 1626 году в руки православных вновь начали переходить церкви, монастыри и их имущество. Точку в противостоянии поставила смерть Сигизмунда III. Новый король Владислав IV, пытаясь заручиться лояльностью православного населения в новой Смоленской войне, в 1633 году признал законность православной церкви, а Петру Могиле, ставшему киевским митрополитом, были переданы все киевские храмы и обители. Только Выдубицкий монастырь оставался во владении Рутского до его смерти в 1637 году.
Борьба православных и униатов в Киеве, а также победа первых в этой городской межконфессиональной войне в конце XVI — начале XVII веков имела чрезвычайно большое общественно-политическое, моральное, духовное и идеологическое значение и в значительной мере определили дальнейший ход истории южной Руси. 40 лет борьбы помогли южнорусскому православию пройти путь внутреннего очищения и обновили православную церковь, поставив её наряду с казачеством во главе борьбы русского народа против чужеземного господства.
Межконфессиональная война вернула Киеву статус ведущего города Южной Руси, центра общественно-политической, интеллектуальной, научной, культурной и духовной жизни. После Брестской унии галицкие и волынские земли были объектом особо интенсивного давления католичества, а десятилетнее отсутствие православных иерархов способствовало распространению в них Унии, так как некому было назначать новых священников. Постепенно от православия успела отойти значительная часть населения, вынужденная мириться с таким положением дел. По этой причине на Киевщину и в Киев целыми потоками переселялись наиболее стойкие люди, не соглашавшиеся принять Унию. Сюда переносят свою деятельность из Галиции и Львова такие культурные и научные личности как Елисей Плетенецкий, Захария Копыстенский, Памво Берында, Лаврентий Зизаний, Иов Борецкий и другие. Также обновление православной иерархии именно в Киеве, древней столице Руси, подняло престиж города как православной духовной столицы. Киев снова стал колыбелью православия в южной Руси.
Обновление православной иерархии имело большое значение не только для самой церкви, но и для казачества, благодаря которому в значительной мере это событие и произошло. Таким образом, победа православия в Киеве кардинально изменила роль запорожского казачества, резко подняв его престиж.

#### Великое княжество Литовское

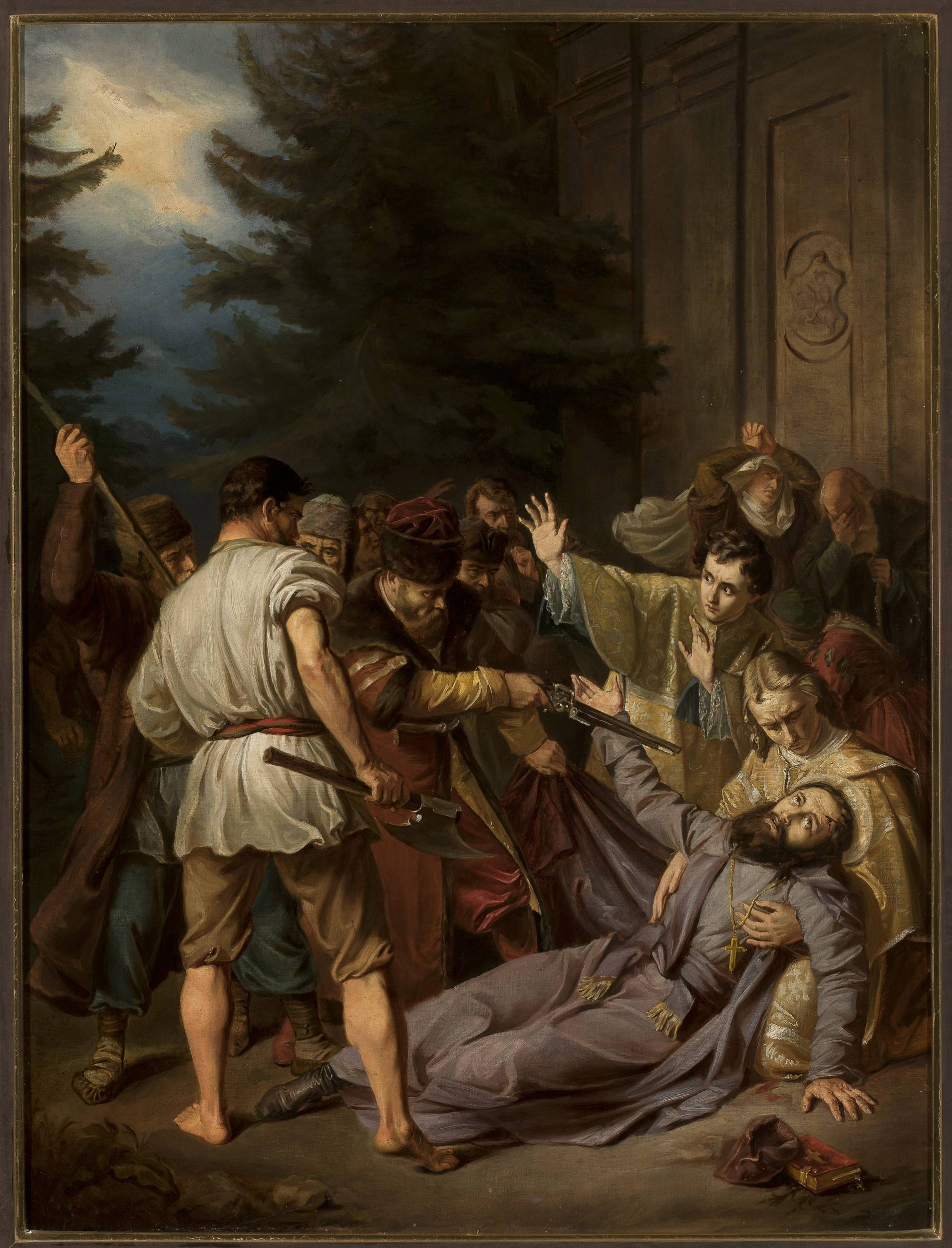
Йозеф Зимлер. «Мученическая смерть Иосафата Кунцевича». 1861 г.

На территории Великого княжества Литовского наступление униатов на православие оказалось значительно более успешным, чем в Киеве. В Вильне преобладающее положение имело латинское духовенство и особенно иезуиты, стоявшие за унию. Из-за невозможности открыто бороться с униатским митрополитом православные пастыри были вынуждены ему подчиниться, по крайней мере внешне. Активнее всего сопротивлялось Виленское Троицкое братство. Потий вытеснил его из Троицкого монастыря и вместо православного основал униатское братство, поставив во главе его своего деятельного помощника, архимандрита Иосифа Вельямина Рутского — воспитанника иезуитов. Православное Троицкое братство переселилось в Святодуховский монастырь. В 1609 году все церкви в Вильне, за исключением церкви Святого Духа, были отобраны в унию. Раздражение против Потия росло, и один из жителей Вильны предпринял покушение на его жизнь. Митрополит остался в живых, потеряв только два пальца на руке.
Отсутствие православных епископов приводило к тому, что численность православных священников неуклонно падала. Православным было безопаснее обращаться за совершением таинств к униатским священникам. Печальное положение православной церкви в Литве изобразил учитель Виленской братской школы Мелетий Смотрицкий в своем сочинении «Фринос, или Плач церкви восточной», напечатанном в 1610 году. После этого Сигизмунд III запретил печатать в виленской типографии книги, возбуждающие бунт против власти; экземпляры «Фриноса» были изъяты и сожжены.
В 1618 году в Могилёве вспыхнуло городское восстание, вызванное политикой насаждения униатства со стороны архимандрита Иосафата Кунцевича. Оно было подавлено властями Речи Посполитой, что, однако, не предотвратило поднятия впоследствии новых восстаний, в частности витебского, в результате которого Кунцевич был растерзан горожанами. В ответ на это власти усилили репрессии православных.

### После легализации православной Киевской митрополии (1633—1795)
Согласно привилею Владислава IV от 1633 года, положение православных по всей Западной Руси временно улучшилось. Они могли свободно исповедовать свою веру и строить храмы. Исключением стало Смоленское воеводство, где под влиянием польской шляхты, получившей обширные земельные владения, и ввиду его особого стратегического положения, общие законы по вопросам вероисповедания не действовали. Православные продолжали терпеть религиозное угнетение, находясь на нелегальном положении.
После того, как в результате русско-польской войны 1654—1667 годов Смоленск, Левобережная Гетманщина и Киев отошли Русскому государству, позиции православных на землях, оставшихся в составе Речи Посполитой, пошатнулись. Во второй половине XVII века государство перешло к жёсткой политике по распространению унии, вследствие чего за последующие сто лет были приведены в унию практически все православные приходы. Подавляющее большинство православных братств, длительное время боровшихся против наступления униатства и католичества, было закрыто. Когда уже ослабленная Речь Посполитая была разделена, России достались территории полностью униатские.